# Józef Mackiewicz
Józef Mackiewicz (Szentpétervár, 1902. április 1. – München, 1985. január 31.) lengyel író, regényíró és politikai kommentátor; legismertebb dokumentumregényei: Nie trzeba głośno mówić (Nem szabad hangosan beszélni) és Droga donikąd (Út a semmibe). Határozottan ellenezte a kommunizmust, "nemzetiségi antikommunistának" nevezve magát. Mackiewicz száműzetésben halt meg. Bátyja, Stanisław Mackiewicz szintén író volt.

## Életrajza
Józef Mackiewicz a krakkói származású Antoni Mackiewicz és Maria Pietraszkiewicz fia volt, egy lengyel nemesi család, a Bożawola a Lengyel–Litván Nemzetközösségből. 1902. április 1-jén született Szentpéterváron. Józef Mackiewicz Stanisław Mackiewicz öccse volt, aki politikai publicista és a lengyel emigráns kormány miniszterelnöke volt a háború után 1954 és 1955 között száműzetésben; valamint Seweryna Mackiewicz testvére, aki Kazimierz Orłoś lengyel író édesanyja.
1907-ben családja Vilniusba költözött. 1919-ben 17 éves önkéntesként részt vett a lengyel–szovjet háborúban, először a Lengyel Hadsereg 10. litván ulánus ezredének, majd a 13. Wilno Ulánus Ezredének ulánusaként. Katonai szolgálatát Lengyelország függetlenségi harca közben fejezte be a 211. Niemen önkéntes ulánusezred ulánusaként. A háború többi fiatal veteránjához hasonlóan, akik érettségi nélkül kerültek egyetemre, Mackiewicz is a Varsói Egyetemen kezdte kedvenc biológia tárgyát, majd Vilniusba költözése után a Vilniusi Egyetemen folytatta tanulmányait, de diplomát soha nem szerzett. 1923-tól újságíróként dolgozott a Słowo (Szó) című folyóiratnál, amelyet bátyja, Stanisław adott ki Vilniusban, és amelyet teljes egészében az egykori Litván Nagyfejedelemség régi nemesi családjai támogattak és finanszíroztak. Újságírói munkája során az egész balti köztársaságot és Kelet-Lengyelországot bejárta.
Mackiewicz feleségül vette Antonina Kopańskát, akitől Halina lánya született, majd a válás után hosszú távú kapcsolatban állt Wanda Żyłowskával, akitől egy lánya, Idalia született. Majd életre szóló kapcsolatát a vilniusi Słowo Barbara Toporska íróval és újságíróval kezdte, de nem született gyerekük. 1939-ben házasodtak össze.

### Második világháború
1939. szeptember 17-én a szovjet csapatok a közös lengyelországi német-szovjet invázió részeként megtámadták Kelet-Lengyelországot. Az ország megszálló csapatok általi felosztása után a Vilnius régió az akkor független Litvániához került. Mackiewicz a városban maradt, és 1939 októbere és 1940 májusa között a Gazeta Codzienna (Napilap) lengyel nyelvű napilap kiadója és főszerkesztője volt a litván irányítású Vilniusban. Cikkeiben a litvánok és a lengyelek közötti politikai párbeszéd kezdeményezésére tett kísérletet. 1940 májusában a litván kormány eltiltotta a további kiadói és újságírói szereptől.
Az 1940. június 15-i invázió és Litvánia Szovjetunió általi annektálása után Mackiewicz ideiglenesen munkásként dolgozott. 1942-ben szemtanúja volt a német SD, SS és a litván náci kollaboránsok, az Ypatingasis būrys mintegy 100 000 többségében lengyel zsidó elleni Ponaryi mészárlásnak, amelyet 1969-es Nie trzeba głośno mówić (Nem szabad hangosan beszélni) című könyvében leírt. 1942 végén (1943 elején) az ellenállás tévedésből halálra ítélte a Gazeta Codzienna-ban és a Goniec Codziennyben végzett munkája miatt. Az ítéletet törölték (lásd alább).

### A katyńi erdei mészárlás felfedezése
1943 áprilisában Mackiewiczet a német megszálló hatóságok által vezetett nemzetközi katyni bizottság meghívta a katinyi mészárlás helyszínére. A lengyel emigráns kormány beleegyezésével segédkezett a szovjet NKVD által meggyilkolt lengyel tisztek tömegsírjainak első feltárásában 1940-ben. Amikor visszatért Vilnuszba, a Goniec Codzienny című helyi, német támogatású napilap interjút közölt Mackiewicz-zel "Widziałem na własne oczy" ("Saját szememmel láttam") címmel. Később Olaszországba érkezett, ahol a II. hadtestnél (Lengyelország) dolgozott, és ebben a minőségében Zbrodnia katyńska w świetle dokumentów (A katinyi gyilkosság új bizonyítékok tükrében) címmel összeállítást szerkesztett a katinyi mészárláshoz közvetlenül kapcsolódó dokumentumokból, amely 1948-ban jelent meg Władysław Anders tábornok bevezetőjével. Ugyanakkor megírta saját könyvét Katyń. Zbrodnia bez sądu i kary (Katiny. Gyilkosság tárgyalás és ítélet nélkül) címmel. Első lengyel nyelvű kiadványát a londoni kiadó politikai okokból megsemmisítette. 1949-ben adta ki a német nyelvű változatát Katyn – ungesühntes Verbrechen címmel a svájci Zürichben. 1951-ben megjelentette könyvének angol nyelvű változatát The Katyn Wood Murders címmel, a legelső angol nyelvű könyvet a témában (olasz változat 1954-ben Il Massacro della foresta di Katyn, spanyolul 1957-ben Las Fosas de Katyn, oroszul Kanadában 1988-ban Катынь címen jelent meg). 1952-ben vallomást tett az Egyesült Államok Szenátusának „A katinyi erdei mészárlás tényeinek, bizonyítékainak és körülményeinek vizsgálatára és tanulmányozására” elnevezésű bizottság előtt a katinyi mészárlás népirtó jellegéről (a katinyi mészárlás lengyel változata Katyń. Zbrodnia bez sądu i kary volt 1997-ben jelent meg Lengyelországban, és ismét más címmel: Sprawa mordu katyńskiego. Ta książka była pierwsza 2009-ben).

### Halálbüntetés kiszabása az együttműködéssel kapcsolatos hamis vádakért
Vilnius német megszállása idején 1941-ben Mackiewiczet hamisan vádolták a németekkel való "együttműködéssel".
Mackiewicz úgy vélte, hogy Lengyelország háború előtti határaihoz való visszatérés csak álom volt, és nem hasznos előfeltétel, amit néhány helyi lengyel elképzelhetetlennek tartott. Mackiewicznek azonban a későbbi események bebizonyították, hogy igaza volt.
Kijelentette, hogy egyetlen támadóval, Németországgal szembeszállni (ahogyan a lengyel ellenállás is) egyet jelent a második megszálló, a Szovjetunió megsegítésével, mert szándékaik azonosak. Úgy vélte, hogy a kommunizmus elleni küzdelem sokkal fontosabb.
A lengyel hamis remények kigúnyolása túl sok volt néhány ellenfelének. Egy földalatti törvényszék halálra ítélte, de Czesław Miłosznak nem volt munkatársa. 1947-ben Mackiewiczet teljesen felmentették minden vád alól. Miłosz szerint vita tárgyát képezi, hogy regényeinek népszerű kritikáját mennyire befolyásolta ellenfelei szovjet szimpátiája.
A vádak negatívan befolyásolták Mackiewicz munkásságáról alkotott lengyel felfogást, különösen a második világháborút követően, és kritikusai kihasználták őket. A vádak azonban nem voltak sarokkövei a kommunisták által rá és műveire kiszabott második mondatnak, mivel neki szerepe volt a katinyi mészárlás világ elé való feltárásban és a kommunista rendszer gonoszságait feltáró könyörtelen munkában, ami miatt hiányzott a lengyel irodalomból.
Ezért 1945-től 1990-ig, a kommunista rendszer idejétől feketelistára került, hivatalos publikációk nem voltak engedélyezettek és nem engedélyezték a műveivel kapcsolatos tudományos munkát vagy újságírói vitát sem, így több lengyel generáció nőtt fel anélkül, hogy ismerte volna a műveit.

## Száműzetés
Mackiewicz és felesége, Barbara Toporska elhagyták Vilniust, és Varsóban éltek 1944. július 31-ig, amikor is Krakkóba indultak, majd végül 1945 januárjában Rómába; elhagyták Lengyelországot, hogy soha többé ne térjenek vissza. Először Olaszországban éltek, és elkezdett publikálni különböző emigráns kiadványokban, mint például a párizsi Kultura és még sok más. 1948-ban Londonba költöztek, és folytatta az írást és a publikálást. 1955-ben feleségével, Barbara Toporskával végleg Münchenbe költöztek, ahol 1985 januárjában halt meg. Továbbra is sokféle témában írt, és rengeteg szépirodalmat és cikket publikált, meglehetősen elszegényedett életet élve, a kiadóktól származó jogdíjakból.

## Művei
Mackiewicz prózája rendkívül realisztikus: úgy vélte, az írásban nincsenek érinthetetlen témák. 1957-ben kiadta a Kontra című elbeszélő beszámolót arról, hogy a brit katonák Ausztriában szovjetellenes kozákok ezreit adtak vissza a szovjeteknek különösen brutális és áruló módon; 1962-ben pedig a Sprawa pulkownika Miasojedowa ("Miasojedov ezredes esete"), keményen realista regény Drezda második világháborús bombázásáról. További legismertebb regényei: Droga donikąd ("Út a semmibe"), a szovjet megszállás alatti életről szóló beszámoló; Zwycięstwo prowokacji ("A provokáció győzelme") a kommunizmusról; és W cieniu krzyża ("A kereszt árnyékában") a katolicizmusról. Szépirodalmi íróként és publicistaként terjedelmes tevékenysége sok évnyi underground publikáció és később marginális érdeklődés után újjáéledt. Könyveit 1972 óta adják ki a londoni, Nina Karsov-Szechter tulajdonában lévő KONTRA Kiadónál. Nina Karsov-Szechter 2009-ben megkapta a Külhoni Lengyel Írók Szövetségének díját Józef Mackiewicz műveinek szerkesztőjeként.

## Népszerű kultúra
Józef Mackiewiczről két dokumentumfilm készült a halála után. Először Robert Kaczmarek „Jedynie prawda jest ciekawa” (Csak az igazság érdekes) című filmje készült a lengyel tévé számára 1996-ban, majd 2008-ban az „Errata do biografii – Józef Mackiewicz” (Életrajz javítása – Józef Mackiewicz) című rövidfilm. írta Grzegorz Braun. Életéről és munkásságáról több mint 30 tudományos munka, valamint cikkek, weboldalak és blogok jelentek meg.

## Írásai
- 1931 – Pan poseł i Julia (Kazimierz Leczyckivel közösen írt színdarab)
- 1933 – Wileńska powieść kryminalna (négy szerző)
- 1936 – 16-go między trzecią i siódmą (novellák)
- 1938 – Bunt rojstów
- 1942 – Prawda w oczy nie kole (esetleg 1943)
- 1944 – Optymizm nie zastąpi nam Polski
- 1946 - Azerbejdżan ("Jusup Jancza" álnéven)[16]
- 1948 – Zbrodnia katyńska w świetle dokumentów z przedmową gen. Władysława Andersa
- 1949 – Katyn – Ungesühntes Verbrechen
- 1951 – The Katyn Wood Murders
- 1954 – Il massacro della foresta di Katyn
- 1955 – Droga donikąd (regény)
- 1955 – Karierowicz (regény)
- 1957 – Dno nieba (Roman Lutosławski néven Lengyelországban megjelent könyv; a harmadik kiadás „Przez północ do tropików” (Északon át a trópusokig) címmel jelent meg.)
- 1957 – Kontra (regény)
- 1962 – Sprawa pułkownika Miasojedowa (regény)
- 1962 – Zwycięstwo prowokacji
- 1964 – Pod każdym niebem (novellagyűjtemény)
- 1965 – Lewa wolna (regény)
- 1969 – Nie trzeba głośno mówić (regény)
- 1972 – W cieniu krzyża
- 1975 – Watykan w cieniu czerwonej gwiazdy
- 1984 – Droga Pani... (a könyv Józef Mackiewicz és Barbara Toporska(wd)[6] szövegeit tartalmazza)
- 1984 – Fakty, przyroda i ludzie
- 1989 – Ściągaczki z szuflady Pana Boga (válogatás novellák)
- 1997 – Katyń. Zbrodnia bez sądu i kary
- 2001 – Bulbin z jednosielca. Opowiadania i artykuły z lat 1922–1936
- 2002 – Okna zatkane szmatami. Opowiadania i artykuły z lat 1937–1938
- 2003 – Nudis verbis. Artykuły i reportaże z lat 1939–1949
- 2009 – Józef Mackiewicz. Listy, opracowania, wspomnienia, szerk. Zbigniew S. Siemaszko
- 2009 – Sprawa mordu katyńskiego. Ta książka była pierwsza
- 2010 – Listy do redaktorów „Wiadomości” (a kötet Mackiewicz és Barbara Toporska leveleit tartalmazza)
- 2015 – Wieszać czy nie wieszać? (válogatás cikkekből 1950–1959)
- 2015 – Tajemnica żółtej willi i inne opowiadania
- 2015 – Listy do i od Redakcji „Kultury”
- 2015 – Szabla i pałka gumowa (válogatás az 1960-1967 közötti évek cikkeiből)
- 2015 – Wielkie tabu i drobne fałszerstwa (válogatás az 1968-1985 közötti évek cikkeiből)
- 2017 – Listy (a könyv Józef Mackiewicz, Barbara Toporska és Paweł Jankowski leveleit tartalmazza)
- 2017 – Nudis verbis. Suplement (a könyv tartalmazza a Józef Mackiewicz és Barbara Toporska által Varsóban kiadott „Alarm” című folyóirat első számának szövegét, 1944-ben)
- 2019 – Listy (a kötet Józef Mackiewicz, Barbara Toporska és Juliusz Sakowski(wd) leveleit tartalmazza)
- 2019 – Listy (Józef Mackiewicz, Barbara Toporska, Michał Chmielowiec(wd) és Irena Chmielowiec leveleit tartalmazza)
- 2019 – Listy (a kötet Józef Mackiewicz, Barbara Toporska és Janusz Kowalewski leveleit tartalmazza)
- 2019 – Gest rycerskiej tradycji (válogatás a rovatokból)
- 2021 – Najstarsi tego nie pamiętają ludzie (válogatás cikkekből és rovatokból)
- 2021 – Nie wychylać się! (válogatás cikkekből és rovatokból)
- 2021 – Wrzaski i bomby (válogatás cikkekből és rovatokból)
- 2022 – Listy (a kötet Józef Mackiewicz, Barbara Toporska és Michał Pawlikowski leveleit tartalmazza)
- 2022 – Wielka Niewiadoma. Listy do i od różnych osób

## Könyvei magyarul
- A kommunista provokáció diadala (Zwycięstwo prowokacji) – Attraktor, Máriabesnyő – Gödöllő, 2007 · ISBN 9789639580923 · Fordította: Pálfalvi Lajos (Vita Sarmatica sorozat)
- Kontra (Kontra) – Attraktor, Máriabesnyő – Gödöllő, 2008 · ISBN 9789639857056 · Fordította: Pálfalvi Lajos (Vita Sarmatica sorozat)
- A kereszt árnyékában. Külön vonal a gondviseléshez (W cieniu krzyża) – Attraktor, Máriabesnyő – Gödöllő, 2009 · ISBN 9789639857261 · Fordította: Pálfalvi Lajos (Vita Sarmatica sorozat)
- Út a semmibe (Droga donikąd) – Attraktor, Máriabesnyő – Gödöllő, 2010 · ISBN 9789639857537 · Fordította: Pálfalvi Lajos (Vita Sarmatica sorozat)
- A katyńi tömeggyilkosság. Ez a könyv volt az első (Sprawa mordu katyńskiego) – Attraktor, Máriabesnyő – Gödöllő, 2011 · ISBN 9789639857803 · Fordította: Pálfalvi Lajos (Vita Sarmatica sorozat)
- A Vatikán a vörös csillag árnyékában (Watykan w cieniu czerwonej gwiazdy) – Attraktor, Máriabesnyő – Gödöllő, 2012 · ISBN 9789639857940 · Fordította: Pálfalvi Lajos (Vita Sarmatica sorozat)
- Az ezredes (Sprawa pułkownika Miasojedowa) – Attraktor, Máriabesnyő – Gödöllő, 2014 · ISBN 9786155257834 · Fordította: Pálfalvi Lajos
- Minden másképp történt (Nie trzeba głośno mówić) – Attraktor, Máriabesnyő – Gödöllő, 2017 · ISBN 9786155601552 · Fordította: Pálfalvi Lajos (Vita Sarmatica sorozat)
- „Bevesszük Varsót!” (Lewa wolna) – Attraktor, Máriabesnyő – Gödöllő, 2021 · ISBN 9786156173195 · Fordította: Pálfalvi Lajos

## Fordítás
- Ez a szócikk részben vagy egészben  a   Józef Mackiewicz című angol Wikipédia-szócikk fordításán alapul.  Az eredeti cikk szerkesztőit annak laptörténete sorolja fel. Ez a jelzés csupán a megfogalmazás eredetét és a szerzői jogokat jelzi, nem szolgál a cikkben szereplő információk forrásmegjelöléseként.
- Ez a szócikk részben vagy egészben  a   Józef Mackiewicz című lengyel Wikipédia-szócikk fordításán alapul.  Az eredeti cikk szerkesztőit annak laptörténete sorolja fel. Ez a jelzés csupán a megfogalmazás eredetét és a szerzői jogokat jelzi, nem szolgál a cikkben szereplő információk forrásmegjelöléseként.